# فیلیپ بیلی
فیلیپ بیلی (انگلیسی: Philip Bailey؛ زادهٔ ۸ مهٔ ۱۹۵۱) یک خواننده، ترانه‌پرداز و نوازنده اهل ایالات متحده آمریکا است. وی برنده جوایزی همچون جایزه گرمی شده‌است.